# Агуаскальентес (муниципалитет)
Агуаскалье́нтес (исп. Aguascalientes) — муниципалитет в Мексике, входит в штат Агуаскальентес. Административный центр — город Агуаскальентес.

## История
Муниципалитет был образован в 1835 году, и имел тогда гораздо большую территорию. Впоследствии из него были выделены муниципалитеты Хесус-Мария, Сан-Франсиско-де-лос-Ромо и Эль-Льяно.

## Состав
В 2012 году в составе муниципалитета имелось 562 населённых пункта. Крупнейшие из них:
- Поситос (5169 чел.)
- Вилья-Лисенсьядо-Хесус-Теран (4481 чел.)
- Лас-Норьяс-де-Охо-Кальенте (3741 чел.)
- Норьяс-дель-Пасо-Ондо (2539 чел.)
- Хенераль-Хосе-Мария-Морелос-и-Павон (2500 чел.)